# Cité Bertrand
La cité Bertrand est une voie du 11e arrondissement de Paris, en France.

## Situation et accès
La cité Bertrand est une voie privée située dans le 11e arrondissement de Paris. Elle débute au 81-89, avenue de la République et se termine en impasse.

## Origine du nom
La rue tire son nom de celui d'un ancien propriétaire des terrains sur lesquels elle a été ouverte.

## Historique

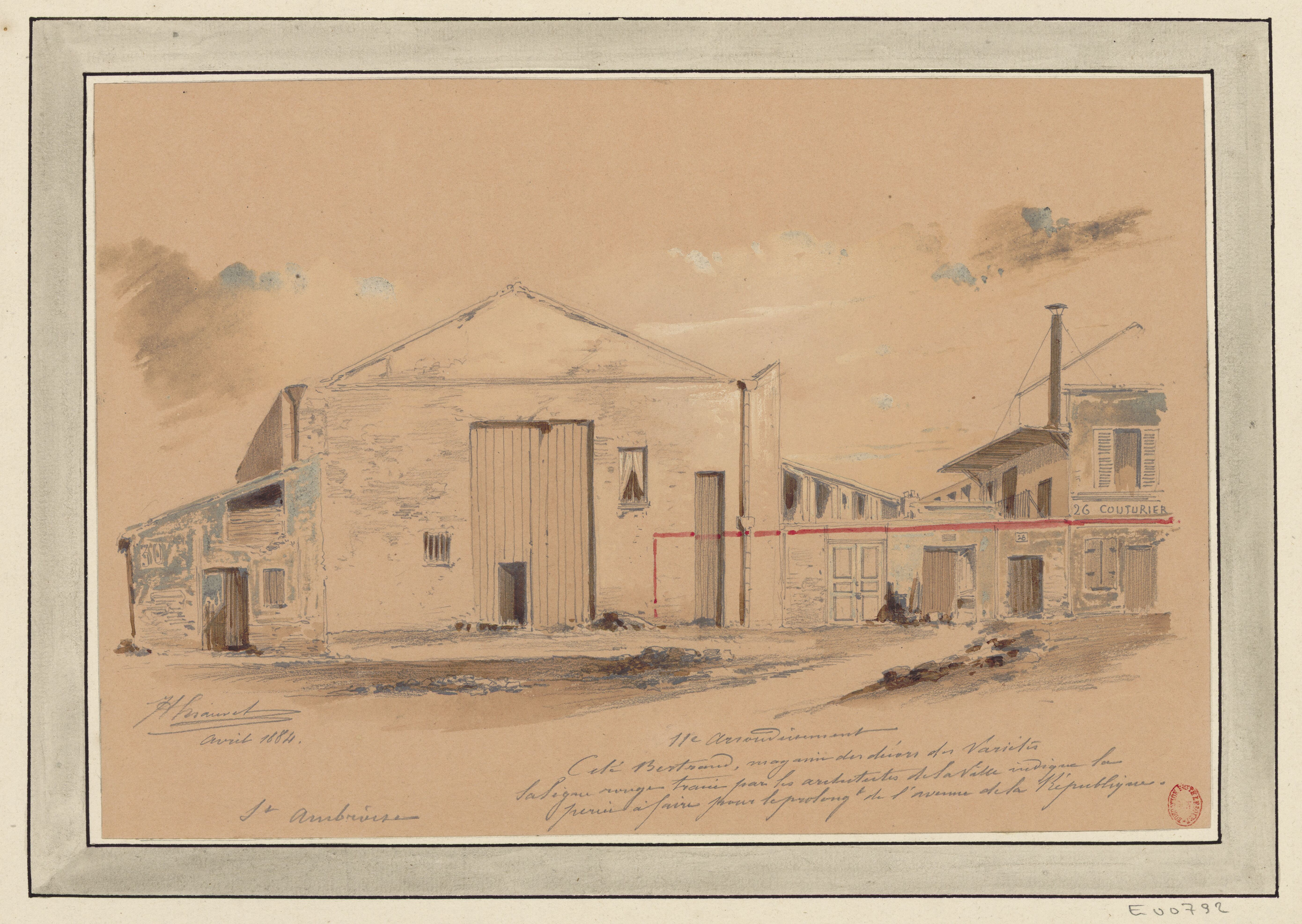
La Cité Bertrand en 1884. On y voit la ligne rouge tracée par les architectes de la Ville pour indiquer la percée à faire pour le prolongement de l'avenue de la République. (dessin de Jules-Adolphe Chauvet).

La cité Bertrand commençait autrefois rue Saint-Maur.
Le tronçon compris entre la rue Saint-Maur et l'avenue de la République a été dénommé rue Guillaume-Bertrand en 1920.